# ریکاردو وارلا
ریکاردو وارلا (به انگلیسی: Ricardo Varela) (زادهٔ ۵ سپتامبر ۱۹۸۹) شناگر اهل پرتغال است.